# Tycho (Mondkrater)
Tycho ist ein Krater auf dem Mond, der von Giovanni Riccioli nach dem dänischen Astronomen Tycho Brahe benannt wurde. Er ist einer der bedeutendsten Mondkrater.

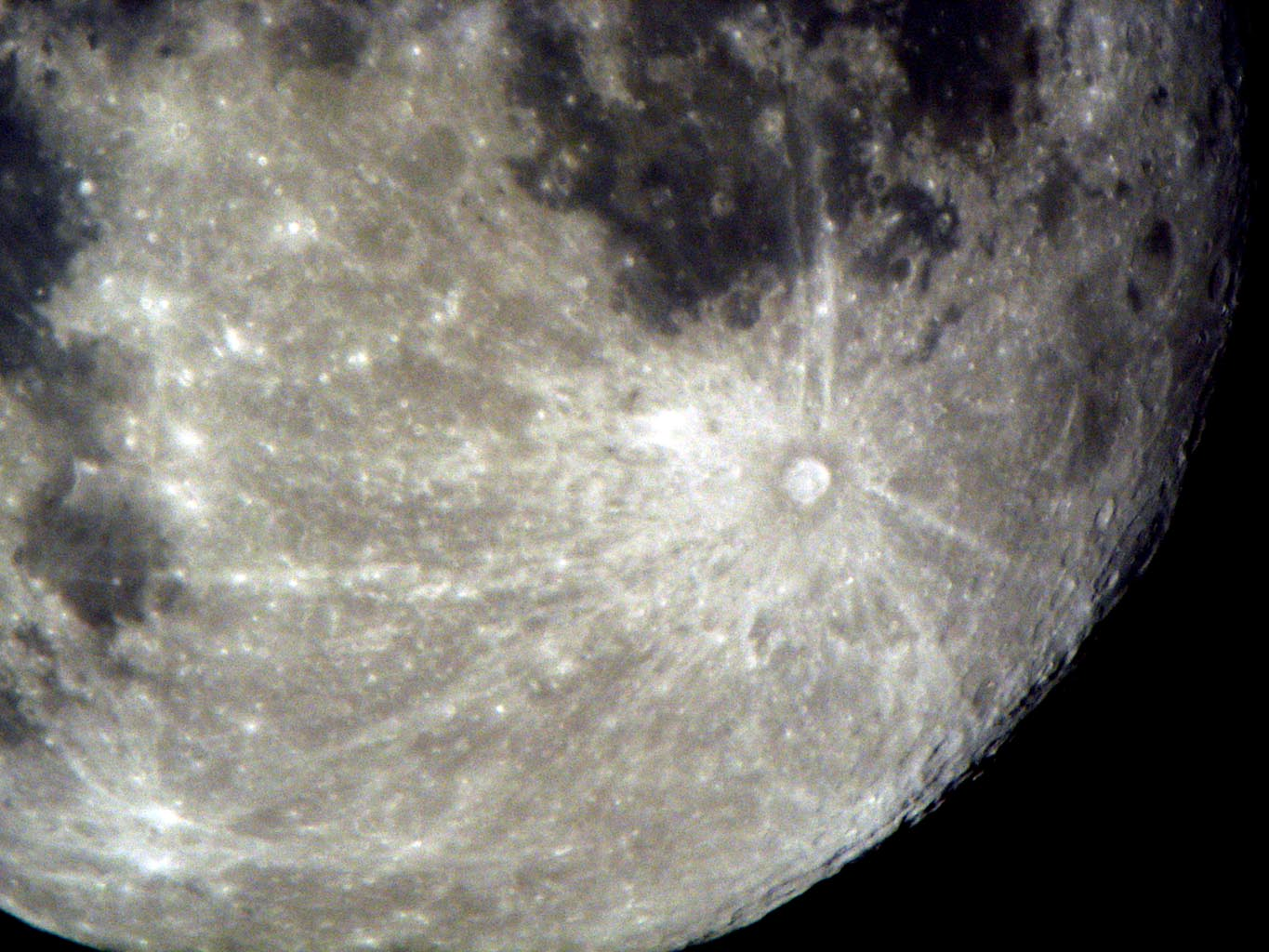
Krater Tycho mit seinem Strahlensystem bei hohem Sonnenstand

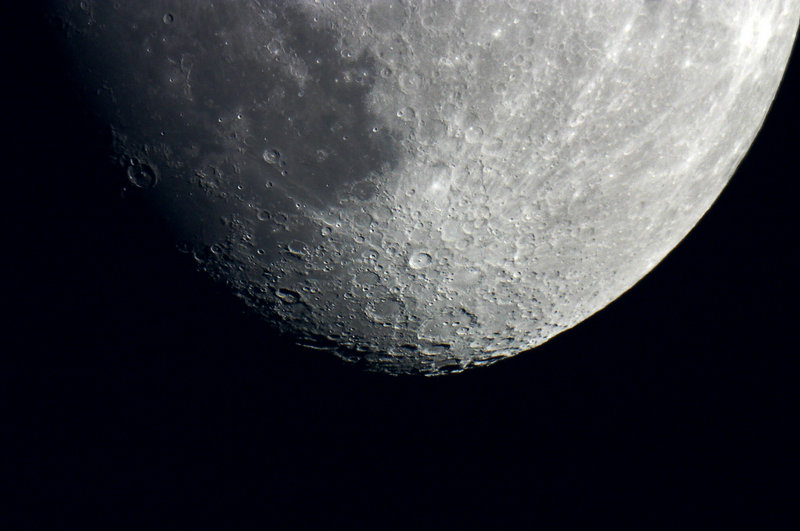
Der Krater Tycho mit seinem ausgeprägten Strahlensystem

Tycho ist ein auffallender Krater in den südlichen Hochebenen der erdzugewandten Mondseite. Er liegt mit seinem Zentrum bei 43,3° südlicher selenografischer Breite und 11,2° westlicher Länge, in der Nähe des Mare Nubium. Sein Durchmesser beträgt 85 Kilometer. Seine Tiefe ist im Vergleich mit den Verhältnissen anderer Mondkrater bemerkenswert ausgeprägt und misst von den Höhen des Kraterwalls 4850 Meter. Der Innenhang des Walls ist terrassiert und hat eine Neigung von 34 Grad. Der Außenhang ist um 26 Grad geneigt. An den Hängen und am Kraterboden zeigen sich erstarrte Lavaflüsse. Vom Kraterboden erhebt sich ein zentrales Bergmassiv, ein so genannter Zentralberg, bis in eine Höhe von mindestens 1600 Metern.
Tycho hat einen sehr hellen Innenbereich und ist darüber hinaus das Zentrum des hellsten und ausgedehntesten Strahlensystems auf dem Mond, das einen großen Teil der Vorderseite überzieht und ihn zum wohl bekanntesten Strahlenkrater macht. An einem der Strahlen von Tycho lag die Landestelle von Apollo 17. Zudem sollte Apollo 20 im Krater landen. Anhand der zur Erde gebrachten Proben des pulvrigen und hauptsächlich glasperlenartigen Materials wurde das Alter mit etwa 100 Millionen Jahren bestimmt und seine Entstehung durch den Auswurf eines großen explosionsartigen Einschlags am Ort von Tycho untermauert.
Am Nordrand des Kraters war Surveyor 7 gelandet. Im Zusammenhang mit Tycho gibt es eine Reihe von Berichten über TLPs (transiente Mondphänomene).
| Buchstabe | Position           | Durchmesser | Link |
| --------- | ------------------ | ----------- | ---- |
| A         | 39,94° S, 12,13° W | 29 km       |      |
| B         | 43,99° S, 14,04° W | 14 km       |      |
| C         | 44,17° S, 13,62° W | 7 km        |      |
| D         | 45,57° S, 14,18° W | 26 km       |      |
| E         | 42,33° S, 13,72° W | 13 km       |      |
| F         | 40,92° S, 13,25° W | 17 km       |      |
| H         | 45,29° S, 16,05° W | 8 km        |      |
| J         | 42,59° S, 15,54° W | 11 km       |      |
| K         | 45,18° S, 14,51° W | 6 km        |      |
| P         | 45,42° S, 13,16° W | 8 km        |      |
| Q         | 42,51° S, 16,11° W | 20 km       |      |
| R         | 41,88° S, 13,8° W  | 6 km        |      |
| S         | 43,48° S, 16,42° W | 3 km        |      |
| T         | 41,19° S, 12,68° W | 13 km       |      |
| U         | 41,05° S, 13,93° W | 16 km       |      |
| V         | 41,72° S, 15,53° W | 4 km        |      |
| W         | 43,28° S, 15,5° W  | 20 km       |      |
| X         | 43,85° S, 15,36° W | 12 km       |      |
| Y         | 44,09° S, 15,98° W | 18 km       |      |
| Z         | 43,23° S, 16,44° W | 23 km       |      |

## Tycho im Film
- Im Science-Fiction-Film 2001: Odyssee im Weltraum von Stanley Kubrick ist der Krater Tycho der Fundort eines der schwarzen Monolithen.
- In dem Film Tykho Moon von Enki Bilal ist in dem Krater die Stadt Paris nachgebaut.
- In Star Trek befindet sich dort im 24. Jahrhundert die Stadt „Tycho City“.
- In Mondbasis Alpha 1 ist Tycho der Standort der Mondbasis.
- In der Serie Captain Future befindet sich das Hauptquartier von Captain Future im Krater Tycho.
- In Can’t Buy Me Love beobachten Cindy und Ronald in einer Schlüsselszene den Mond mit Tycho und verlieben sich